# Trinta e seis Imortais da Poesia

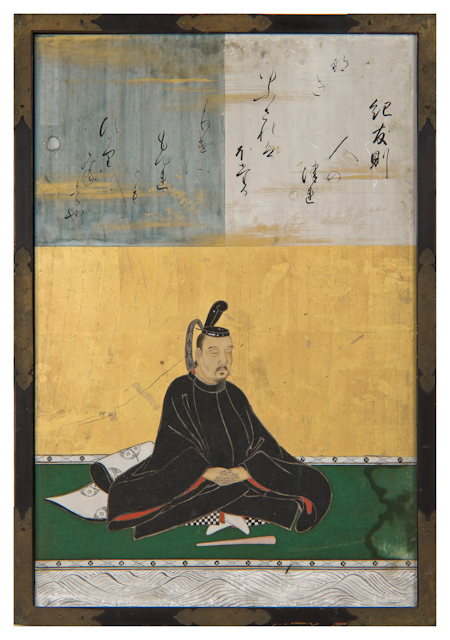
Ki no Tomonori by Kanō Tan'yū, 1648

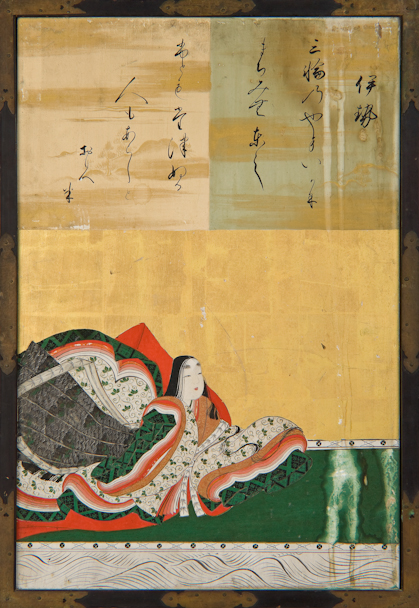
Lady Ise, painting by Kanō Tan’yū, 1648.

Os Trinta e seis Imortais da Poesia são um grupo de poetas japoneses dos períodos Nara, Asuka e Heian selecionados por Fujiwara no Kintō como exemplos de capacidade poética japonesa. Existem cinco poetisas entre eles. Grupos semelhantes de poetas japoneses incluem o Sanjūrokkasen Chūko ( 中古三十六歌仙? ), ou "Trinta e seis Imortais da Poesia da Era Heian", selecionado por Fujiwara no Norikane 藤原范兼(1107-1165).
Esta lista atualiza um grupo mais antigo chamado os Seis Imortais da Poesia.
Conjuntos de retratos do grupo eram populares na pintura japonesa e posteriormente em xilogravuras, sendo muitas vezes expostos em templos.

## Trinta e seis Imortais da Poesia
1. Kakinomoto no Hitomaro
2. Ki no Tsurayuki
3. Ōshikōchi Mitsune
4. Lady Ise
5. Ōtomo no Yakamochi
6. Yamabe no Akahito
7. Ariwara no Narihira
8. Henjō
9. Sosei
10. Ki no Tomonori
11. Sarumaru no Taifu
12. Ono no Komachi
13. Fujiwara no Kanesuke
14. Fujiwara no Asatada
15. Fujiwara no Atsutada
16. Fujiwara no Takamitsu.[2]
17. Minamoto no Kintada
18. Mibu no Tadamine
19. Saigū no Nyōgo / Kishi Joō
20. Ōnakatomi no Yoritomo
21. Fujiwara no Toshiyuki
22. Minamoto no Shigeyuki
23. Minamoto no Muneyuki
24. Minamoto no Saneakira
25. Fujiwara no Kiyotada
26. Minamoto no Shitagō
27. Fujiwara no Okikaze
28. Kiyohara no Motosuke
29. Sakanoue no Korenori
30. Fujiwara no Motozane
31. Ōnakatomi no Yoshinobu
32. Fujiwara no Nakafumi
33. Taira no Kanemori
34. Mibu no Tadami
35. Kodai no Kimi
36. Nakatsukasa

## Trinta e seis Imortais Femininas de Poesia
Nyōbō Sanjūrokkasen (女房三十六歌仙) , composto no período Kamakura, refere-se a versão feminina dos trinta e seis imortais da poesia :
1. Ono no Komachi
2. Ise
3. Nakatsukasa
4. Kishi Joo
5. Ukon
6. Fujiwara no Michitsuna no Haha
7. Uma no Naishi
8. Akazome Emon
9. Izumi Shikibu
10. Kodai no Kimi
11. Murasaki Shikibu
12. Koshikibu no Naishi
13. Ise no Taifu
14. Sei Shonagon
15. Daini no Sanmi
16. Takashina no Kishi
17. Yushi Naishinnō-ke no Kii
18. Sagami
19. Shikishi Naishinnō
20. Kunai-kyo
21. Suo no Naishi
22. Fujiwara no Toshinari no Musume
23. Taiken Moin no Horikawa
24. Gishu Moin no Tango
25. Kayo Moin no Echizen
26. Nijō In no Sanuki
27. Kojijū
28. Gotoba In no Shimotsuke
29. Ben no Naiji
30. Go-Fukakusa In no Shōshōnaishi
31. Inpu Moin no Taifu
32. Tsuchimikado In no Kosaishō
33. Hachijo In no Takakura
34. Fujiwara no Chikako
35. Shikiken Moin no Mikushige
36. Sōheki Moin no shosho

## Novos Trinta e seis Imortais da poesia
Uma novo grupo de poetas, principalmente do período Kamakura 
1. Imperador Go-Toba
2. Imperador Tsuchimikado
3. Imperador Juntoku
4. Imperador Go-Saga
5. Príncipe Masanari de Rokujo-no-Miya
6. Príncipe Munetaka de Kamakura-no-Miya
7. Príncipe Dōjonyūdō
8. Príncipe Shikishi
9. Kujō Yoshitsune
10. Kujō Michiie
11. Saionji Kintsune
12. Koga Michiteru
13. Saionji Saneuji
14. Minamoto no Sanetomo
15. Kujō Motoie
16. Fujiwara no Ienaga
17. Jien
18. Gyōi
19. Horikawa Michitomo
20. Fujiwara no Sadaie
21. Kujō-in Takakura
22. Fujiwara no Toshinari no Musume
23. Go-Toba-in Kunaikyō
24. Sōheki Mon'in no shosho
25. Fujiwara no Tameie
26. Asukai Masatsune
27. Fujiwara no Ietaka
28. Fujiwara no Tomoie
29. Fujiwara no Ariie
30. Hamuro Motsutoshi
31. Fujiwara no Nobuzane
32. Minamoto no Tomochika
33. Fujiwara no Takasuke
34. Minamoto no Ienaga
35. Kamo no Chomei
36. Fujiwara no Hideyoshi

## Nota
(Criação baseada no artigo da WP inglêsa)